# Bhogiramangund, Devadurga
Bhogiramangund là một làng thuộc tehsil Devadurga, huyện Raichur, bang Karnataka, Ấn Độ.